# Ачи (озеро)
Ачи́ (укр. Ачі, крымскотат. Aççı, Аччы) — пересыхающее солёное озеро на Ак-Монайском перешейке на территории Кировского района (на крайнем востоке, у границы с Феодосийским горсоветом); крупнейшее озеро Кировского района. Площадь — 2,219, 2,4 км². Тип общей минерализации — солёное. Происхождение — континентальное. Группа гидрологического режима — бессточное.
Озеро вместе с водно-болотными угодьями является частью комплексного ландшафтного заказника регионального значения Озера Ачи и Камышинский луг, созданного 28 ноября 2017 года с общей площадью 1 043,3 га. Ачи — одно из 6 озёр Крыма (другие — Бакальское озеро, Малое Элькинское озеро, Кояшское, Сасык, Чокракское), которое входит в состав природоохранного объекта.

## География
Входит в Керченскую группу озёр. Длина — 2,9 км. Ширина макс — 1,1 км, сред — 0,8 км. Площадь водосбора — 2 км². Длина береговой линии — 7,5 км. Ближайший населённый пункт — село Владиславовка, расположенное непосредственно западнее озера.
Ачи расположено вдали от побережья Чёрного моря. Озёрная котловина водоёма неправильной округлой формы вытянутая с запада на восток с извилистыми берегами. По береговой линии котловина имеет отмели. Восточная береговая линия сильно расчленена, куда в озёрную котловину впадают несколько балок сухоречий. Озеро пересыхает в летний период. Севернее озера проходит ж/д, укреплённая насыпью, сообщения Владиславовка—Керчь.
Озеро зарастает водной растительностью преимущественно на опреснённых участках — в устьях впадающих балок, в зоне выходов подземных вод. Тут интенсивно развиваются различные водоросли, вплоть до цветения воды.
Среднегодовое количество осадков — 400—450 мм. Питание: преимущественно поверхностные (воды от снеготаяния и ливней) и отчасти подземные (дренажный сток) воды Причерноморского артезианского бассейна.